# 10000 lire 50º anniversario della proclamazione della Repubblica
Con D.M.T. 1º marzo 1996 venne autorizzata l'emissione di una moneta commemorativa in argento del valore nominale di 10.000 lire commemorativa del 50º anniversario della proclamazione della Repubblica. La moneta venne presentata nella duplice versione fior di conio e fondo specchio, rispettivamente in 38.440 e 7.900 esemplari.

## Dati tecnici
Al dritto al centro è ritratto un profilo muliebre a testa nuda rappresentante l'Italia a destra sovrapposto ad una stella, a sua volta inscritta entro un ingranaggio; sotto si trovano una fronda d'alloro ed una di quercia, mentre lungo il bordo è scritto il nome dell'autore FRAPICCINI. In giro sta la legenda "REPUBBLICA ITALIANA". Al rovescio al centro è riprodotta una delle statue dei Dioscuri collocate davanti al palazzo del Quirinale. Sopra e sotto la raffigurazione si hanno, rispettivamente, l'indicazione del valore e la data, mentre il segno di zecca R è a sinistra; il tutto è inscritto entro un ingranaggio. In giro si trova la legenda "50° ANNIVERSARIO DELLA PROCLAMAZIONE DELLA REPUBBLICA". Nel contorno: godronatura discontinua.
Il diametro è di 34 mm, il peso di 22 g e il titolo è di 835/1000.